# رونی گاسپرسیچ
رونی گاسپرسیچ (انگلیسی: Ronny Gaspercic؛ زادهٔ ۹ مهٔ ۱۹۶۹) بازیکن فوتبال اهل بلژیک با اصلیت کرواسی است که در پست دروازه‌بان بازی می‌کند.
وی همچنین در تیم ملی فوتبال بلژیک بازی کرده‌است.